# Breathless / There She Goes, My Beautiful World
Drugi singel promujący płytę Abattoir Blues/The Lyre of Orpheus autorstwa Nick Cave and the Bad Seeds. 
Na singlu można odnaleźć dwa utwory „Breathless” oraz „There She Goes, My Beautiful World” zawarte na promowanym krążku.
Singel został wydany, jako 7" płyta winylowa oraz w formacie CD i obie płyty różnią się zawartością.

## Spis utworów

### 7" płyta winylowa
1. Breathless (Alternative Mix)
2. There She Goes, My Beautiful World (Edit)
3. She's Leaving You

### krążek CD
1. Breathless (Alternative Mix)
2. There She Goes, My Beautiful World (Edit)
3. Under This Moon

Producenci:  Nick Cave and the Bad Seeds i Nick Launay